# Федерація хокею Мексики
Федерація хокею Мексики (ісп. Federacion Deportiva de Mexico de Hockey sobre Hielo A.C.) — організація, яка займається проведенням на території Мексики змагань з хокею із шайбою. Утворена у 1984 році, член ІІХФ з 30 квітня 1985 року. У країні — 18 залів для гри в хокей, зареєстровано понад 1,073 хокеїстів (більше 210 з них — дорослі).
Провідні команди — «Холідей Інтернейшнл», «Тайгерз» (Мехіко), «Канадієнс» (Мехіко).
Збірна Мексики перший офіційний матч провела 10 квітня 2000 року у Рейк'явіку зі збірною Бельгії (0:5). Збірна Мексики в офіційних турнірах бере участь з 2000 року.